# شيوعية مجالسية
الشيوعية المجالسية هو تيار الفكر الاشتراكي الذي ظهر في 1920. المستوحى من ثورة نوفمبر تميَز المجلس بمعارضته لرأسمالية الدولة ودعوتها لمجالس العمال والديمقراطية السوفييتية كأساس لتفكيك الدولة الطبقية القوية في ألمانيا وهولندا خلال 1920، لا تزال المجالسية موجودة اليوم داخل الحركات الاشتراكية والشيوعية.
من أهم مبادئ شيوعية المجالس هو معارضتها للطليعة الحزبية والمركزية الديمقراطية من الإيديولوجيات اللينينية وإيمانيها بأن مجالس العمال الديمقراطية الناشئة في المصانع والبلديات هي الشكل الطبيعي لتنظيم الطبقة العاملة. كما تقف الشيوعية في المجلس على النقيض من الديمقراطية الاجتماعية من خلال رفضها الرسمي لكل من الإصلاحية و«البرلمانية» (أي التنازلات والمقايضات).
يرى الشيوعيون في المجلس أن الطبقة العاملة يجب ألا تعتمد على الأحزاب الطليعية اللينينية أو الأمل في إصلاح النظام الرأسمالي لتحقيق الاشتراكية. وينظر إلى أن ثورة العامل لن يقودها حزب سياسي «ثوري» لأن هذه الأحزاب لن تؤدي إلا في وقت لاحق إلى إنشاء دكتاتورية حزبية، ويشير الكثير منها إلى الحزب البلشفي في ثورة أكتوبر كمثال، مدعياً أن الحزب أصبح فقط. الطبقة التي حلت محل الطبقة الإقطاعية الأرستقراطية القديمة. الأحزاب السياسية الثورية سوف تحفز فقط على الثورة ومجالس العمال. ويعتقد أن مجالس العمال هذه التي تشكلت خلال فترات النضال هي المنظمات الطبيعية للطبقة العاملة. سوف تنسق مجالس العمال الديمقراطيين وظائف المجتمع بدلاً من البيروقراطية الموجودة في مجتمعات الدولة الاشتراكية. بسبب هذه المعتقدات قورن الشيوعيون في المجلس بالأناركيين والنقديين.

## تاريخ الشيوعية
مع تأزم الدولة الثانية في بداية الحرب العالمية الأولى، أعاد الاشتراكيون الذين عارضوا القومية ودعموا الأممية البروليتارية التجمع. في ألمانيا، ظهر اتجاهان شيوعان رئيسيان. أولاً تم إنشاء رابطة سبارتاكوس من قبل الرابطة الاشتراكية المتطرفة روزا لوكسمبورغ. ظهر الاتجاه الثاني في صفوف النقابيين الألمان الذين عارضوا نقاباتهم ونظموا ضربات راديكالية متزايدة مع نهاية عام 1917 وبداية عام 1918. هذا الاتجاه الثاني خلق حركة الشيوعية الألمانية اليسارية التي ستصبح حركة التغيير الديمقراطي بعد الفشل الثورة الألمانية 1918-1919.
ومع تشكل الشيوعية الدولية المستوحاة من الثورة البلشفية في روسيا، نشأ اتجاه شيوعي يساري في أقسام الكومنترن الألمانية والهولندية والبلغارية. الشخصيات الرئيسية في هذا الوسط هي أنتون بانيكويك، أوتو روهل وهيرمان جورتير. في المملكة المتحدة، حددت أيضا مجموعة سيلفيا بانكهورست، الحزب الشيوعي (القسم البريطاني من الأممية الثالثة) الميول اليسارية الشيوعية.
إلى جانب هذه النزعات الشيوعية اليسارية الرسمية، غالباً ما يتم الاعتراف بالجماعة الإيطالية التي يقودها أمادو بورديجا كحزب شيوعي يساري، على الرغم من أن كلا من بورديجا واليسار الشيوعي الإيطالي جادلان في هذا الأمر وأقنعوا سياساتهم على أنها منفصلة ومتميزة وأكثر تماشيًا مع الأممية الثالثة. مواقف من سياسات الشيوعية اليسارية. لم يدافع بورديغا نفسه عن امتناع النقابات، على الرغم من أن تيارات اليسار الإيطالي في وقت لاحق طورت نقدًا لـ «نقابات النظام»، مفترضة أن معظم أو كل النقابات أصبحت أدوات للرأسمالية من خلال تقديم نفسها للمصالح البرجوازية ولم تعد أجهزة فئوية قابلة للتطبيق. ومع ذلك، فإن هؤلاء «البورجيين» الذين طرحوا هذا النقد ما زالوا يبرزون ضرورة «النقابات الحمراء» أو «النقابات الطبقية» في الظهور من جديد وخارجها وضد نقابات النظام، التي ستدافع صراحة عن الصراع الطبقي وتسمح بمشاركة المقاتلين الشيوعيين.
على الرغم من الاتجاه العام المشترك، وعلى الرغم من مشاركة انتقاد لينين، إلا أن هناك القليل من السياسات المشتركة بين هذه الحركات. مثال على هذا الاختلاف هو أن الإيطاليين أيدوا حق الأمم في تقرير المصير، بينما رفض الهولنديون والألمان هذه السياسة (رؤيتها على أنها شكل من أشكال القومية البرجوازية). ومع ذلك، عارضت كل الميول الشيوعية اليسارية ما وصفته «بالجبهة». كانت «الجبهة» تكتيكًا أيده لينين، حيث سعى الشيوعيون إلى التوصل إلى اتفاقيات تكتيكية مع الأحزاب الإصلاحية (الديمقراطية الاجتماعية) سعياً وراء هدف محدد ودائم في العادة. وبالإضافة إلى معارضة «النزعة الجبائية»، فإن الاتجاه الهولندي الألماني، البلغاري والبريطاني رفضوا المشاركة في الانتخابات البرجوازية التي نددوا بها كبرلمانية.

## الاتحاد السوفييتي في الثورة الروسية
خلال الثورة الروسية عام 1917، كانت المجالس التي تشبه تلك التي ينادي بها الشيوعيون في المجلس قوة سياسية وتنظيمية مهمة. الكلمة الروسية совет «السوفيتية» تعني نفسها المجلس. بعد نجاح ثورة فبراير، سعى البلاشفة للاستفادة من تأثير السوفيتات من أجل تعزيز شعبيتهم. دعا زعماء البلشفية لنقل السلطة إلى السوفيتات وحل الحكومة الروسية المؤقتة عن طريق ثورة ثانية. عندما نجحت هذه الحملة وحدثت ثورة أكتوبر، شكّل إنشاء الكونغرس السوفييتي بداية عملية لتقليص سيطرة العمال على السوفييت، وحصلت قرارات الحزب البلشفي على السلطة الكاملة للدولة. وهكذا، تطور النظام الجديد إلى نظام الحزب الواحد، فقد تم إخضاع السوفييت الأعلى (خليفة الكونغرس السوفييتي) لدور البرلمان، الذي يجتمع مرة واحدة في السنة للتصديق على القرارات التي تم اتخاذها بالفعل في المستويات الأعلى، في معظم الحالات مع عدم وجود أصوات معارضة. كانت القوة الحقيقية مركزة في أيدي الحزب الشيوعي للاتحاد السوفييتي.